# Franz Sinnhuber
Franz Sinnhuber (* 1869 in Willkoschen, Gumbinnen; † 1928 in Königsberg) war ein deutscher Arzt und Sanitätsoffizier.

## Leben
Sinnhuber stammte aus einer Salzburger Exulantenfamilie. Er war ein Sohn von Eduard Sinnhuber (1840–1927). Seine jüngeren Brüder waren der spätere Ingenieur Hermann und der spätere General der Artillerie Johannes.
Franz Sinnhuber studierte Medizin an der Albertus-Universität Königsberg, die ihn 1896 zum Dr. med. promovierte. Danach trat er in den Sanitätsdienst der Preußischen Armee. 1904 als Stabsarzt zum Grenadier-Regiment „König Friedrich Wilhelm I.“ (2. Ostpreußisches) Nr. 3 nach Königsberg versetzt, übernahm er zugleich die Leitung der Inneren Abteilung vom Krankenhaus der Barmherzigkeit. 1912 wurde er Regimentsarzt beim Fußartillerie-Regiment „von Linger“ (Ostpreußisches) Nr. 1 in Königsberg. 1913 wurde er zum Professor ernannt.
Zu Beginn des Ersten Weltkriegs wurde er als Chefarzt des Festungslazaretts eingesetzt. 1918 als Generaloberarzt verabschiedet, war er bis zu seinem Lebensende in seiner Krankenhausstellung tätig. Er wurde als Hausarzt geschätzt.